# ورنر پی. زیباسو
ورنر پی. زیباسو (آلمانی: Werner P. Zibaso؛ ۵ اوت ۱۹۱۰ – ۲۳ آوریل ۱۹۸۳) نویسنده اهل آلمان بود.
از فیلم‌هایی که وی در آن‌ها نقش داشته‌است، می‌توان به مادام و خواهرزاده‌اش اشاره نمود.